# 叶海亚·本·卡西姆
叶海亚·本·卡西姆（阿拉伯语：‎；880年—904年）或称叶海亚三世，是摩洛哥伊德里斯王朝第八位埃米尔，880年至904年在位。

## 生平
叶海亚三世是穆罕默德·本·伊德里斯时代的王族卡西姆之子。叶海亚三世率军重夺前任君主阿里·本·奥马尔所丢失的都城非斯，令国土重归统一并篡位，继续率兵和反叛部落作战。905年，奥马尔之孙叶海亚·本·伊德里斯叛乱，叶海亚三世在内乱中阵亡。
他的绰号是亚麻王（al-Kettani），因为他下令在特莱姆森的军队使用亚麻营帐。他的后代称为凯塔尼家族，是摩洛哥著名的家族之一。